# 中村歌六 (5代目)
五代目 中村 歌六（ごだいめ なかむら かろく、1950年（昭和25年）10月14日 - ）は歌舞伎役者。本名は小川 進一（おがわ しんいち）。屋号は播磨屋。定紋は揚羽蝶、替紋は蔓片喰・歌六梅。俳名に紫琴、芝琴がある。
暁星高等学校卒業。伝統歌舞伎保存会会員。
重要無形文化財「歌舞伎脇役」の各個認定保持者（人間国宝）。

## 人物
二代目中村歌昇の長男。昭和30年（1955年）9月歌舞伎座『松竹梅湯島掛額』（お土砂）の小僧と『夏祭浪花鑑』「三婦内」「泥場」の倅市松で四代目中村米吉を襲名して初舞台。
米吉時代には親戚の時蔵や勘九郎（18世勘三郎）らとともに昭和44年から「杉の子会」と言う研究会を主催し歌舞伎の古典を学ぶ傍ら、浅利慶太に師事し劇団四季に参加するなど多岐に渡って活動した。
昭和56年（1981年）6月歌舞伎座『鬼一法眼三略巻』「一條大蔵譚」の一条大蔵卿で五代目中村歌六を襲名する。
以後は歌舞伎の他にも新劇に出演したり、三代目市川猿之助の一座を中心に活躍し、後述の播磨屋復帰後は副将格として吉右衛門一座に迎えられた。
立役を中心に、敵役、老役、女方も勤める幅広い芸域を持つ。
猿之助一座に同座していた頃は副座主格として猿之助を助け、ほぼ全てのスーパー歌舞伎や復活狂言で重要な役回りを担って活躍した。『ヤマトタケル』のタケヒコなどがその代表的なものである。
近年では特に老役での活躍が目立ち、『夏祭浪花鑑』の釣船三婦や三河屋義平次、『伊賀越道中双六』の雲助平作、『義経千本桜』の弥左衛門、『梶原平三誉石切』の六郎太夫、『ひらかな盛衰記』の漁師権四郎、『女殺油地獄』の河内屋徳兵衛、『一谷嫩軍記』の弥陀六実ハ平宗清、『松浦の太鼓』の宝井其角、『伽羅先代萩』の渡辺外記、『三人吉三巴白浪』の土左衛門伝吉、『助六所縁江戸櫻』の髭の意休、『恋飛脚大和往来』の孫右衛門などの大役を務めることが多く、どれも舞台を引き締める好演として評価されている。
また新作歌舞伎でも『大川の隠居』の船頭友五郎、『竜馬がゆく〜立志編〜』の勝海舟、『高野聖』の親仁などで味のある演技を見せている。
女方では『伽羅先代萩』の八汐や栄御前、『金幣猿島郡』の如月尼などを得意とし、更には 三婆の一つである『盛綱陣屋』の微妙をも手掛けている。
平成22年（2010年）9月新橋演舞場「秀山祭九月大歌舞伎」の『伊賀越道中双六』（沼津）の雲助平作で、弟の三代目中村又五郎（当時・歌昇）と共に屋号を萬屋から播磨屋に戻した。この「沼津」は、かつて初代中村吉右衛門の呉服屋十兵衛にその父・三代目中村歌六の雲助平作という配役を行っており、それを当代の吉右衛門と歌六がつとめ、播磨屋の芸の伝承を見せた。

2010年に長年の舞台生活と特に老役としての活躍が認められ、松尾芸能賞の演劇優秀賞を、2015年には第22回読売演劇大賞優秀男優賞、芸術選奨文部科学大臣賞を、2016年には日本芸術院賞を、更には2018年春の褒章で紫綬褒章を受章するなど、数多くの賞を受賞している。
2023年、重要無形文化財「歌舞伎脇役」の保持者として各個認定される（人間国宝）。
叔父に萬屋錦之介、中村嘉葎雄、四代目中村時蔵。従兄弟に中村萬壽、二代目中村錦之助、二代目中村獅童がいる。
妻はロス・インディオスの二代目女性ボーカル・フローレスとして活動をしていた大岡恵子(おがわ恵子)。
長男は女方として活躍する五代目中村米吉。

## 映画・テレビドラマ出演
- 柳生一族の陰謀（1978年） - 猿若雪之丞役
- 金曜プレステージ / 鬼平犯科帳スペシャル 盗賊婚礼（2011年9月30日、フジテレビ） - 勘助役